# Fabbrica Automobili Standard
Fabbrica Automobili Standard S.A. war ein italienischer Hersteller von Automobilen.

## Unternehmensgeschichte
Das Unternehmen aus Turin hatte seine Verwaltung am Corso Siccardi 20 und seine Fabrik an der Viale Stupinigi. Im März 1906 begann die Produktion von Automobilen. Die Markennamen lauteten FAS und Standard. 1907 befand sich das Unternehmen in einer schwierigen finanziellen Situation, die jedoch überstanden wurde. 1912 endete die Produktion, als Michele Ansaldi die Fabrik übernahm.

## Fahrzeuge
Das einzige Modell 14/20 HP war mit einem Vierzylindermotor ausgestattet. Der Motor mit zwei Nockenwellen leistete aus 2495 cm³ Hubraum 20 PS. Das Getriebe verfügte über vier Vorwärts- und einen Rückwärtsgang.